# 7. pařížský obvod
7. pařížský obvod (francouzsky: 7e arrondissement de Paris) zřídka též nazývaný obvod Bourbonský palác (Arrondissement du Palais-Bourbon) je městský obvod v Paříži. Ve čtvrti se nachází řada velvyslanectví, např. Finska, Švédska, Tuniska, Polska nebo České republiky na Avenue Charles Floquet č. 15, které představuje nejhonosnější sídlo ČR v zahraničí. Také zde sídlí několik francouzských ministerstev, jako je ministerstvo zahraničních věcí, ministerstvo obrany, ministerstvo národní výchovy, ministerstvo práce, ministerstvo dopravy, ministerstvo zemědělství nebo ministerstvo zdravotnictví, a také francouzský premiér. Dále zde má sídlo prefektura regionu Île-de-France a centrála francouzské Socialistické strany.

## Poloha
7. obvod leží na levém břehu Seiny a má zhruba tvar trojúhelníku, jehož severní hranu tvoří řeka a kde hraničí s 1. obvodem, 8. obvodem a 16. obvodem. Na jihovýchodě jej oddělují od 6. obvodu ulice Rue de Sèvre a Rue des Saints-Pères, na jihu a jihozápadě sousedí s 15. obvodem (Avenue de Suffren, Rue Pérignon, Avenue de Saxe a Rue de Sèvre).

## Demografie
V roce 2017 v obvodu žilo 52 193 obyvatel a hustota zalidnění činila 12 761 obyvatel na km2. Žilo zde necelých 2,4% pařížské populace.

## Politika a správa
Radnice 7. obvodu se nachází na ulici rue de Grenelle č. 116. Současnou starostkou je od roku 2008 Rachida Dati (současně je členkou strany Les Républicains).

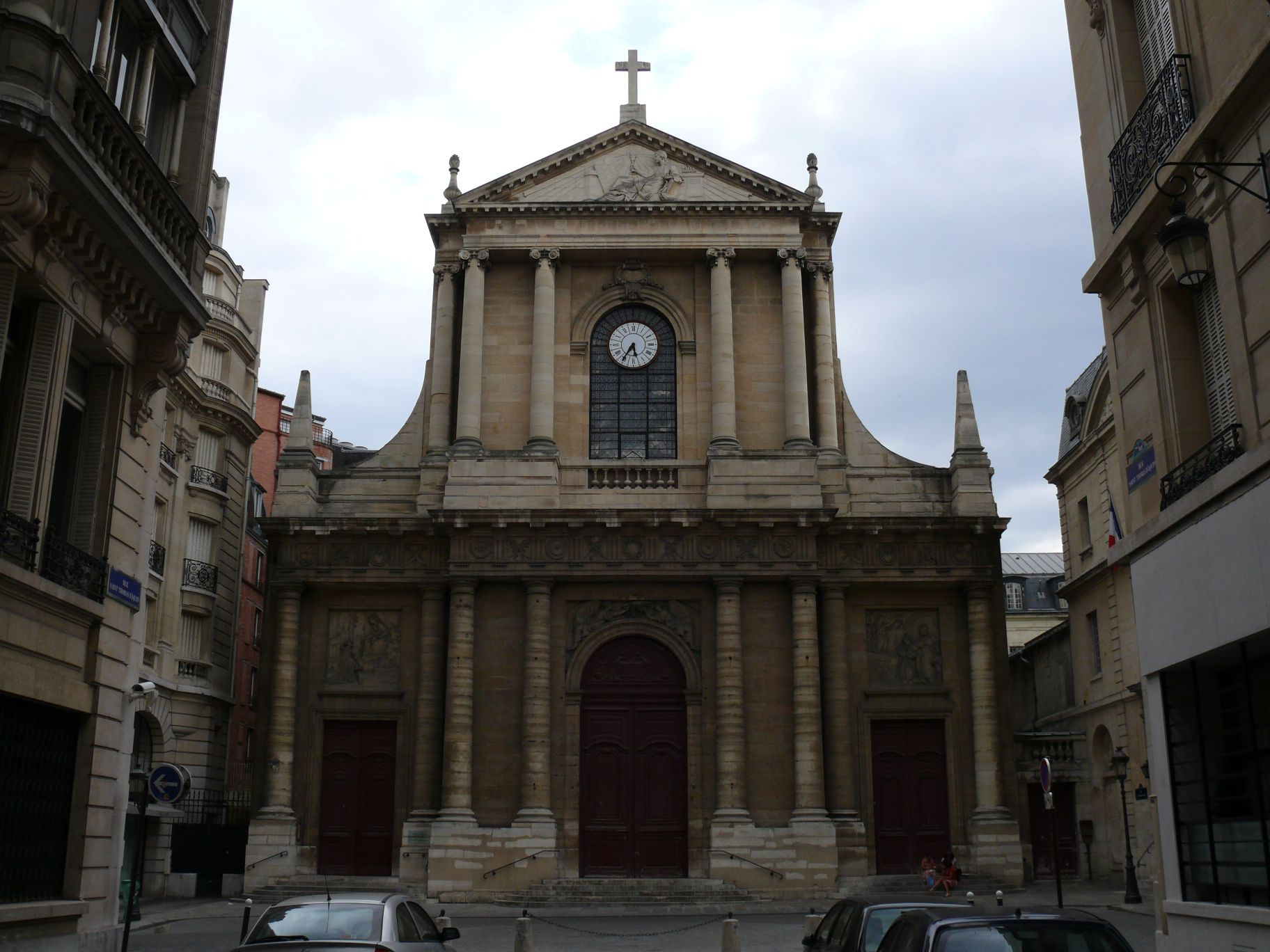
Kostel Saint-Thomas-d'Aquin

## Městské čtvrti
Tento obvod se dělí na následující administrativní celky:
- Quartier Saint-Thomas-d'Aquin
- Quartier des Invalides
- Quartier de l'École-Militaire
- Quartier du Gros-Caillou

Podle oficiálního číslování pařížských městských čtvrtí mají tyto čtvrtě čísla 25–28.

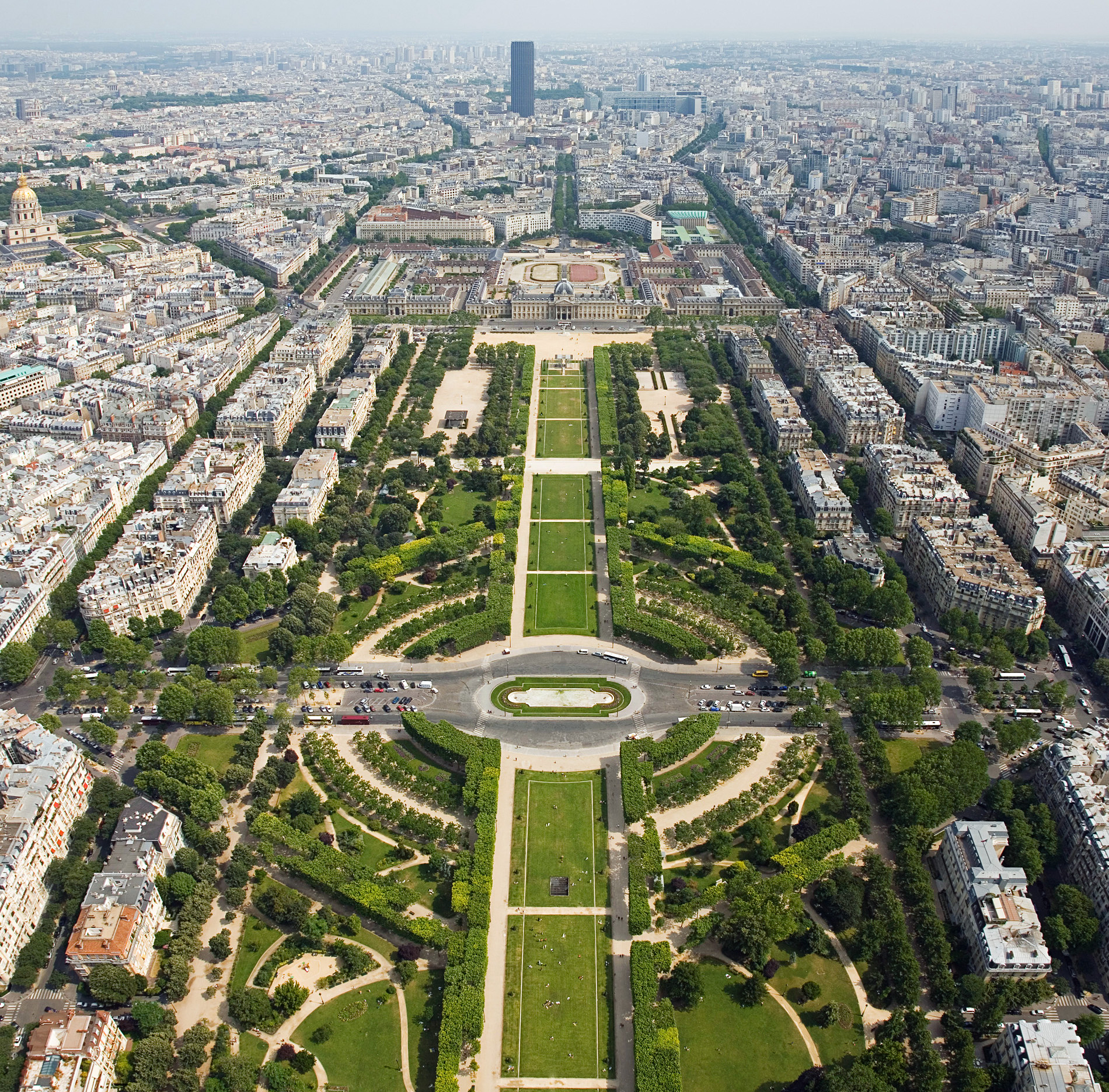
Pohled na Champ de Mars z Eiffelovy věže

## Pamětihodnosti
Církevní stavby
- kostel Sainte-Clotilde
- kostel Saint-François-Xavier – kostel z let 1863–1874
- kostel Saint-Thomas-d'Aquin – kostel z let 1682–1683
- kostel Saint-Pierre-du-Gros-Caillou – kostel z let 1822–1829
- kostel Saint-Louis des Invalides – kostel pařížské Invalidovny, jehož pozlacená kopule je výraznou dominantou

Ostatní památky a instituce
- Eiffelova věž
- Invalidovna
- Bourbonský palác, sídlo Národního shromáždění
- Hôtel Matignon – sídlo francouzských premiérů
- Musée d'Orsay
- Musée du quai Branly
- Musée Rodin (Hôtel Biron)
- École Militaire – založená v roce 1750, její budova pochází z roku 1760, studoval zde mj. i Napoleon Bonaparte. Škola dodnes poskytuje vysokoškolské vojenské vzdělání.
- Feláhova fontána

Zajímavá prostranství
- Champ-de-Mars – park u Eiffelovy věže

## 7. obvod v kultuře
Ve filmu Paříži, miluji tě je 7. obvodu věnována devátá povídka Tour Eiffel, kterou režíroval Sylvain Chomet.